# Schloss Ribbekardt

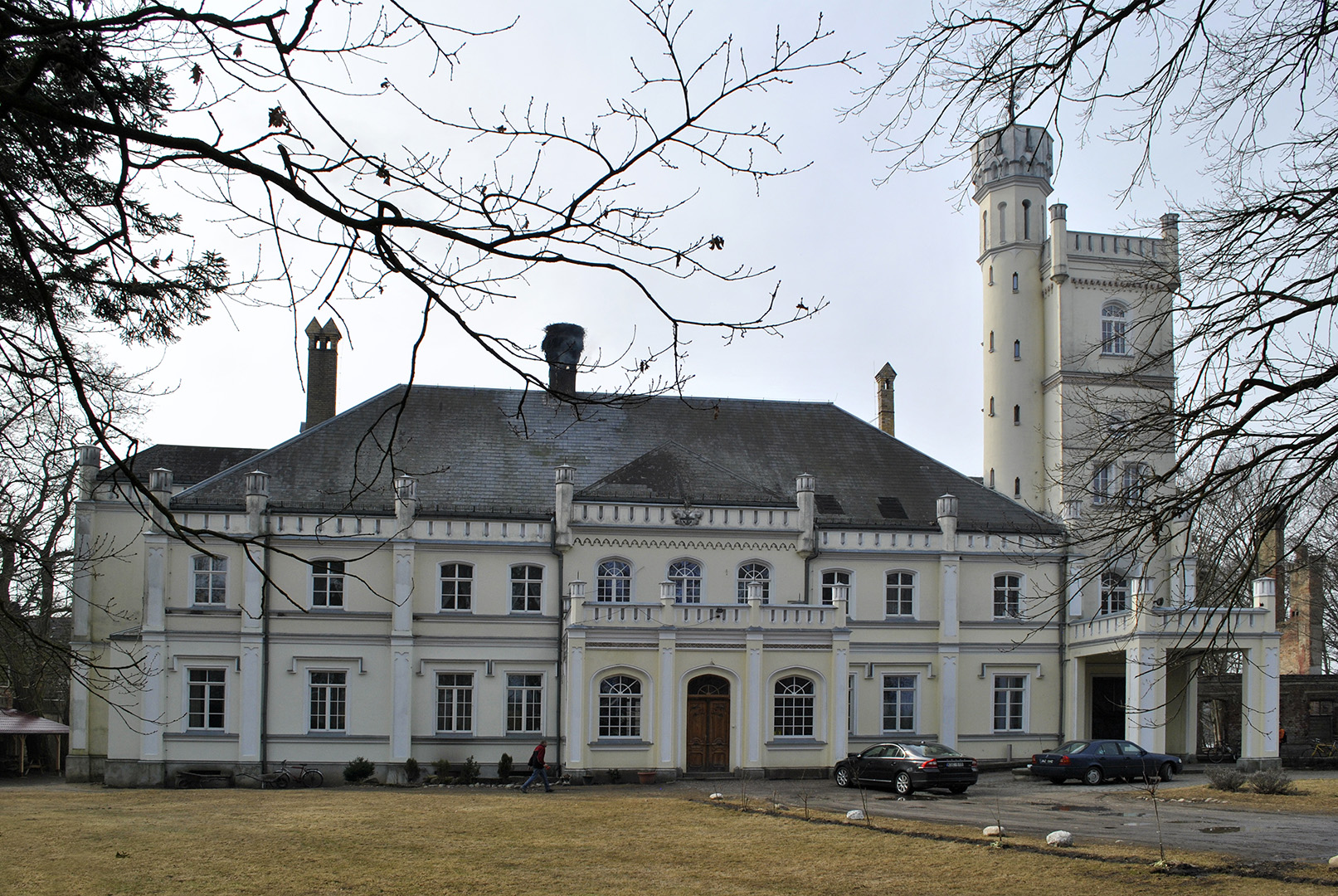
Schloss Ribbekardt (2011)

Schloss Ribbekardt (polnisch Palac Rybokarty) ist ein heute als Hotel betriebenes Schloss in Rybokarty in der Gmina Gryfice in der Woiwodschaft Westpommern in Polen. Historisch gehörte das Gebiet bis 1945 zu Hinterpommern.

## Geschichte
Ribbekardt war im Mittelalter Gut der Camminer Bischöfe. Anfang des 15. Jahrhunderts war es in Besitz der Ritter von Kretlow, Anfang des 16. Jahrhunderts gehörte es den von Borck, einhundert Jahre später Peter von Wohlde. Im Jahr 1606 war Christoph von Mildenitz Herr auf Ribbekardt, der auch Domherr am Camminer Dom war. Letzterer ließ 1620 ein Herrenhaus errichten, dessen Mauerreste im Keller des heutigen Schlosses noch sichtbar sind.
In der ersten Hälfte des 18. Jahrhunderts ließen die von Edling das Herrenhaus in ein zweigeschossiges Barockschloss umbauen.
Um 1800 kam das Gut in Besitz von Heinrich Wilhelm von Lettow. Mitte des 19. Jahrhunderts ließ Ferdinand von Lettow das barocke Schloss neogotisch umbauen und einen dritten Wirtschaftshof anlegen.
Im Jahr 1901 erwarb Fritz Röchling das Gut und ließ es mit neugotischen Elementen dekorieren und um eine Fensterachse nach Süden erweitern. Der repräsentative Festsaal erhielt eine illusionistische Deckenmalerei von Albert Wirth. An der Nordfassade wurde ein zweigeschossiger Flügel mit Turm angefügt. Später war Herr Möller aus Danzig Besitzer.
Nach dem Zweiten Weltkrieg war eine Einheit der Roten Armee auf dem Gut stationiert. Von 1962 bis 1974 wurde das Schloss als Schule genutzt.